# Vino de Galicia

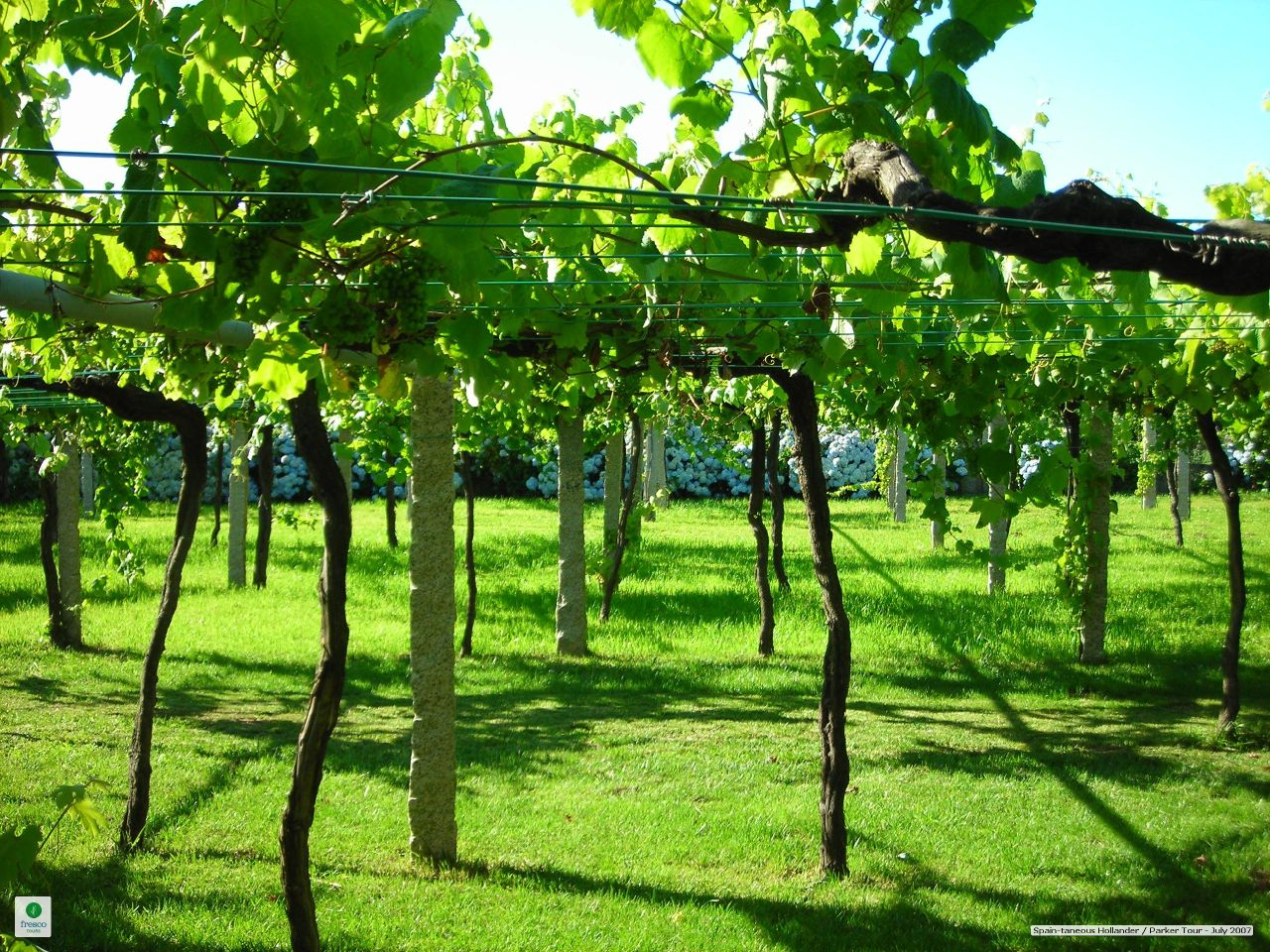
Viñas gallegas.

Vino de Galicia es vino español elaborado en la comunidad autónoma de Galicia en el extremo noroeste de España. Incluye el vino que se elabora en las provincias de  Orense, Pontevedra, Lugo y La Coruña. Dentro de Galicia se distinguen cinco denominaciones de origen: Monterrei, Rías Bajas, Ribeira Sacra, Ribeiro y Valdeorras. En años recientes, la región ha visto resurgir su industria vinícola guiada por el aplauso internacional de la región del Ribeiro con sus fantásticos plurivarietales y las Rías Bajas y sus vinos albariños.

## Clima y geografía
Ubicada a lo largo de la costa Atlántica, Galicia tiene un clima variado siendo en las Rías Bajas y Norte muy húmedo con una pluviosidad media de más de 1300 mm al año, mientras que el Ribeiro y las zonas vitivinícolas de la provincia de Orense son menos húmedas y más soleadas y secas. La cadena montañosa Sierra de los Ancares forma el límite con Castilla y León al este y el río Miño forma parte de la frontera con Portugal al sur. La cercanía de la región con Portugal y su aislamiento con el resto de España marcó la influencia en el estilo de vinos de Galicia, siendo muchos de ellos más cercanos a los vinos portugueses que al resto de vinos españoles.

## Historia
Entre los siglos IX y XVII Galicia exportaba vinos gracias a la calidad del vino de Ribadavia y Orense (Ribeiro) a otras ciudades de Europa europeos. En el siglo XVII, por la prohibición de la exportación de vinos del Ribeiro a Gran Bretaña, toda la región sufrió una economía deprimida y muchos viñedos se abandonaron por la despoblación al emigrar los trabajadores. Los trabajadores gallegos del Ribeiro fueron en parte los que contribuyeron con su labor a desarrollar los viñedos en bancales de la región del vino de Oporto del Duero. Después de las plagas de vid, Mildiu y Oidium en el siglo XIX, Galicia se recuperó y abanderó la exportación de vino a América, donde el Ribeiro acaparó gran fama. Después de la Guerra Civil la región acusó años de carestía y abandono de viñedo, produciéndose la salida de miles de gallegos a la emigración con destino a Europa y América. Cuando España entró a formar parte de la Unión Europea en 1985, comenzaron a llegar fondos a Galicia que ayudaron al resurgimiento de la industria vitivinícola.

## Viticultura y vinos
La región de Galicia ha demostrado un gran éxito en la vendimia de uvas y regularmente produce algunas de las mayores cosechas en Europa con una media de 100 hectolitros por hectárea. La mayoría de los viñedos de la región se encuentran en la parte sur, en las provincias de Orense y Pontevedra, aunque hay algunas significativas plantaciones en Lugo, al este. Las regiones más cercanas al río Miño a menudo producen vinos de mezcla de albariño, loureira y caíño blanco. Más hacia el interior, en el Ribeiro los vinos blancos son una mezcla de torrontés, albariño, lado, loureira y treixadura. También hay vinos blancos dominados por la uva godello. Los ligeros vinos tintos están producidos principalmente con uva mencía.

## Denominaciones
Ribeiro

Denominaciones de origen de Galicia.

La denominación de origen Ribeiro, que significa "ribera del río" en gallego, se ubica a lo largo del río Miño y sus afluentes. Es la Denominación de Origen más antigua de Galicia y una de las históricas de Europa, siendo la segunda en grado de conocimiento en España. Las Ordenanzas de Ribadavia (1579), reconocidas por la Oficina de Propiedad Intelectual, son el origen de las actuales Denominaciones de Origen españolas. Se crea la D.O. Ribeiro en el año 1932, y se ratifica acogiéndose a la Orden de 2 de febrero de 1976, cuando se aprobó el reglamento de la denominación de origen Ribeiro y su consejo regulador. Pocas zonas en Europa tienen la historia y el poso cultural vitivinícola que posee el Ribeiro, que constituyó un fenómeno comercial y vitivinícola desde hace más de 1000 años. Desde el siglo IX los vinos de Ribadavia y Orense van a estar presentes en las mesas de reyes y nobles de Europa, sobre todo Inglaterra y España. Desde el siglo XIV al siglo XVI, el vino de Ribeiro se exportará abundantemente a Inglaterra, Flandes e Italia. A partir del siglo XVII, por motivos religiosos y políticos los ingleses desviaron el comercio hacia Oporto. Con la llegada del Odium el Ribeiro va a sufrir 10 años de penurias de las que saldrá fortalecido. A finales del siglo XIX habrá pasado con éxito la Filoxera y va a ser de nuevo la zona vitivinícola española que más vino envié a América. El Ribeiro está documentado como el primer vino que llegó a América de la mano de Colón. A principios del siglo XX se introduce el aramiado o sistema de conducción en espaldera (el primero en España) y varios vinos del ribeiro fueron premiados en Burdeos en diferentes concursos de 1902 y 1903. Después de la Guerra Civil se abandonan viñas y producción, introduciendo variedades como la Palomino y la Alicante, que producen mucha cantidad, pero poca calidad en estas latidudes. A principios del siglo XXI las variedades autóctonas del Ribeiro son fuertemente recuperadas y empieza a destacar como el vino gallego con más proyección en cuanto a calidad. Las variedades que destacan en el Ribeiro son: Treixadura, Torrontes, Albariño, Godello, Loureira, Silveiriña en blancas y Brancellao, Caiño Longo, Sousón y Ferrón en tintas. Estas variedades producen vinos muy aromáticos y con gran cuerpo. El ribeiro es un vino plurivarietal complejo y abanderado de Galicia durante siglos, y combina con la cocina gallega tanto popular, como con la nueva cocina internacional. Es un vino con aromas afrutados y florales; un vino que agrada al paladar y a los sentidos. Actualmente existen más de 100 bodegas que practican una viticultura respetuosa con la tradición y la nueva tecnología, viñedos en terrazas de granito y viñas antiguas, que combinadas con las nuevas plantaciones, están produciendo grandes vinos no siempre fáciles de encontrar en el mercado mayorista y más unido a distribuciones y tiendas especializadas. "Oficina de Turismo de Ribadavia, Ayuntamiento de Ribadavia, 22 de marzo de 2011".
Valdeorras
Fue reconocida como denominación de origen en 1945. Esta denominación de origen es la que está más al este de las de Galicia, y está dominada por la tinta garnacha tintorera y la blanca palomino. Antes de la epidemia de filoxera del siglo XIX, la vid godello local estaba muy plantada y solo recientemente ha comenzado a regresar a la región. La uva mencía está también ganando terreno debido al carácter afrutado y fácil de beber de los tintos que produce.
Rías Bajas
La región de las Rías Bajas (Rías Baixas en gallego), es una de las más populares de Galicia y produce algunos de los vinos blancos secos españoles más buscados, basados en la uva albariño. Aunque el vino se elaboraba ya antes en esta región, no se exportó a otras regiones de Europa hasta el siglo XVI y se mantuvo en un ritmo continuo hasta que la plaga de filoxera devastó los viñedos de la región. A comienzos del siglo XX muchos de los viñedos de la región se replantaron con vides híbridas y algunas de las plantaciones de la uva jerezana palomino que no era tan productiva en el clima más frío de las Rías Bajas. En los años 1970, los cultivadores comenzaron a replantar variedades nativas como el albariño. A lo largo de la región están permitidas doce variedades, incluyendo las uvas tintas mencía y espadeiro, pero albariño es responsable del 90 % de la producción regional. Obtuvo el reconocimiento como denominación de origen en 1988.
Los suelos de viñedo de la región se basan en granito e idealmente están situados en el clima marítimo húmedo. A pesar de la reputación de altas cosechas de otras partes de Galicia, Rías Bajas mantiene la producción de sus plantaciones de albariño bajas, para producir un vino fragante y afrutado. Los vinos tienen a menudo un mínimo de contenido de alcohol de 12 % y rara vez se producen en un estilo distinto al seco.
El albariño se usa especialmente para acompañar el marisco. La denominación de origen Rías Bajas también incluye, dentro de su denominación, el Condado, Salnés y Sotomayor.
Monterrei
La denominación de origen Monterrei se encuentra en el límite meridional de Galicia en la frontera con Portugal. Se constituyó en 1996. La industria del vino aquí está dominada actualmente por la producción de vino en masa.
Ribeira Sacra
La Ribeira Sacra obtuvo el reconocimiento como denominación de origen en 1996 y es la única región vinícola de Galicia dominada por la producción de vino tinto. La mayor parte del vino producido aquí se hace con uva mencía con una producción limitada de vino blanco hecha con godello y albariño.
Es un vino de marcado cuerpo y carácter, propio de las Riberas del Sil y del Miño, zona conocida como Ribeira Sacra. Los viñedos se ubican en las escarpadas laderas de los cañones. Es muy apreciado el Amandi, originario del municipio de Santa María de Amandi, del que circula la leyenda de que era apreciado por los césares y exportado a Roma para su consumo.

## Indicaciones
Además de las cinco denominaciones de origen reconocidas en Galicia, la comunidad cuenta con tres indicaciones geográficas con derecho a mención Vino de la Tierra, que son: Betanzos, Valle del Miño-Orense y Barbanza e Iria.